# 空港ラウンジ

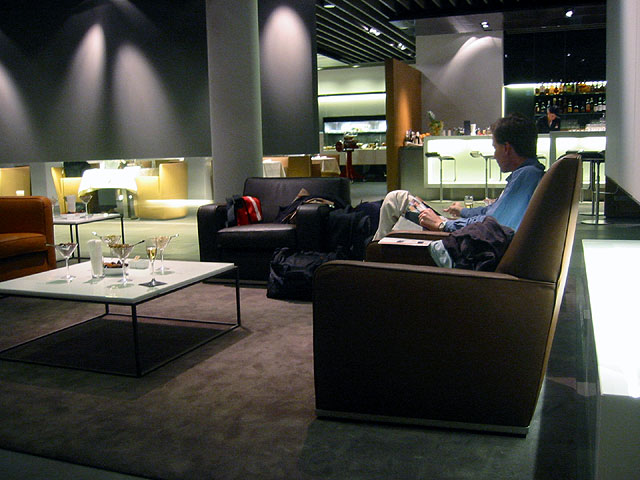
フランクフルト空港におけるルフトハンザ・ドイツ航空のラウンジ (First Class Terminal)

空港ラウンジ（くうこうラウンジ、英語: Airport lounge, VIP lounge）とは、空港において飛行機の出発を待つ乗客の利便のために航空会社や空港によって提供される待合室を指す。

## 概要

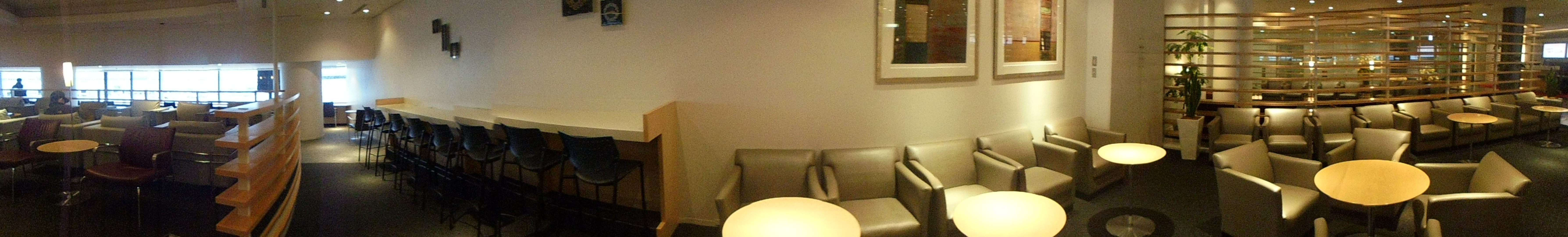
成田空港のDelta Sky Clubのパノラマ画像

航空会社やラウンジ運営会社などによって許可を受けた乗客のみが入場が可能となっている。一般の待合エリアと比べると静粛で、質の良い調度品が用いられる。また、複数の接客担当者が常駐し、簡単な飲食物が提供される。最古の空港ラウンジはアメリカン航空がラガーディア空港に1939年に開設した「アドミラル・クラブ」。現在では国内外の大空港に多数のラウンジが存在し、さらに航空連合に参加する航空会社間ではカード会社などを通じて一定の条件の下に相互開放することによりネットワークの充実を図るなど、普及が進みつつある。
東京国際空港や大阪国際空港などの大規模空港には、国会議員、取引先大手企業の経営幹部など、各航空会社が特に選んだ乗客（≒要人）のためのラウンジが別に設置されていることもある。

## 種類と利用方法
基幹空港では通常、航空会社と空港のそれぞれが運営するラウンジがある。アルコール類が提供されるラウンジでは未成年者の入室に制限を設けたり、逆に家族旅行での利用を想定したラウンジも一部で見られる。
航空会社が運営するラウンジ
- 通称は航空会社ラウンジ[1]。航空会社および航空連合の上級会員向けのハイグレード仕様のラウンジで、一般に保安検査場の内側（搭乗口近く）にある。
- 航空会社および航空連合の上級会員資格によっては、会員証と当日の搭乗券を提示することで本人と同伴者1名が無料で入室できる。
- ビジネスクラスやファーストクラスを利用する場合、搭乗手続きの際に利用券を提供されることが多い。利用券が無くても該当するクラスの搭乗券を見せれば入室できる（オーバーブッキングによりアップグレードされた場合などは不可で、あくまで正規料金による券だけ）。
- 航空会社の販売するラウンジ利用会員資格（通常は1年単位で販売）を購入する。
- 一部航空会社のラウンジでは、マイレージサービスのマイルを使って利用できる。

クレジットカード会社が運営するラウンジ
- 通称はカードラウンジ[1]。多くは複数のカード会社の共同運営。メンバー向けのラウンジで、一般に保安検査場の外側にある。
- 有効なカード（契約のあるクレジットカード会社の上級カード）と当日の搭乗券を提示することで本人のみ無料で入室できる。
- プライオリティ・パスの年間会員権を購入する（一部クレジットカードでは、カード会員特典として無料で発行される）。
- 一部ラウンジでは、その都度1000 - 5000円程度の利用料を支払って利用できる。

- 利用料を支払って利用するが、クレジットカードの上級カード、プライオリティ・パスなどの空港ラウンジが利用できる会員カードで利用できる場合もある。

空港が運営するラウンジ
- 日本国内やヨーロッパを中心に空港会社が独自に運営する空港利用者向けの有料ラウンジで、一般に保安検査場の外側にある。
- 空港メンバー専用のハイグレード仕様のラウンジを備えた空港もある。
- クレジットカード会社と提携することで上記クレジットカード会社が運営するラウンジと同様に利用できることがある。

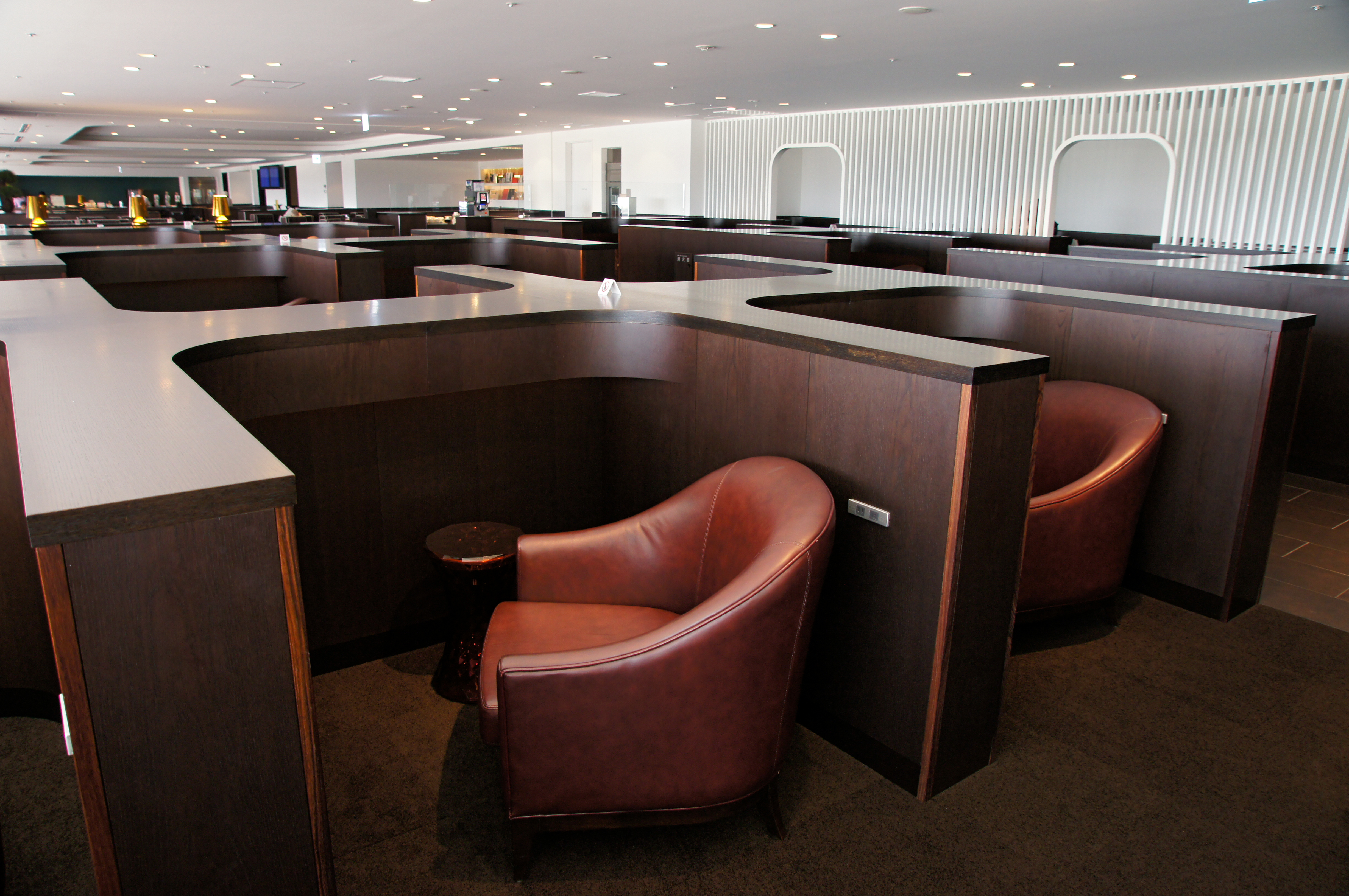
航空会社が運営するラウンジ JAL の「ダイヤモンドプレミアラウンジ（羽田空港）」
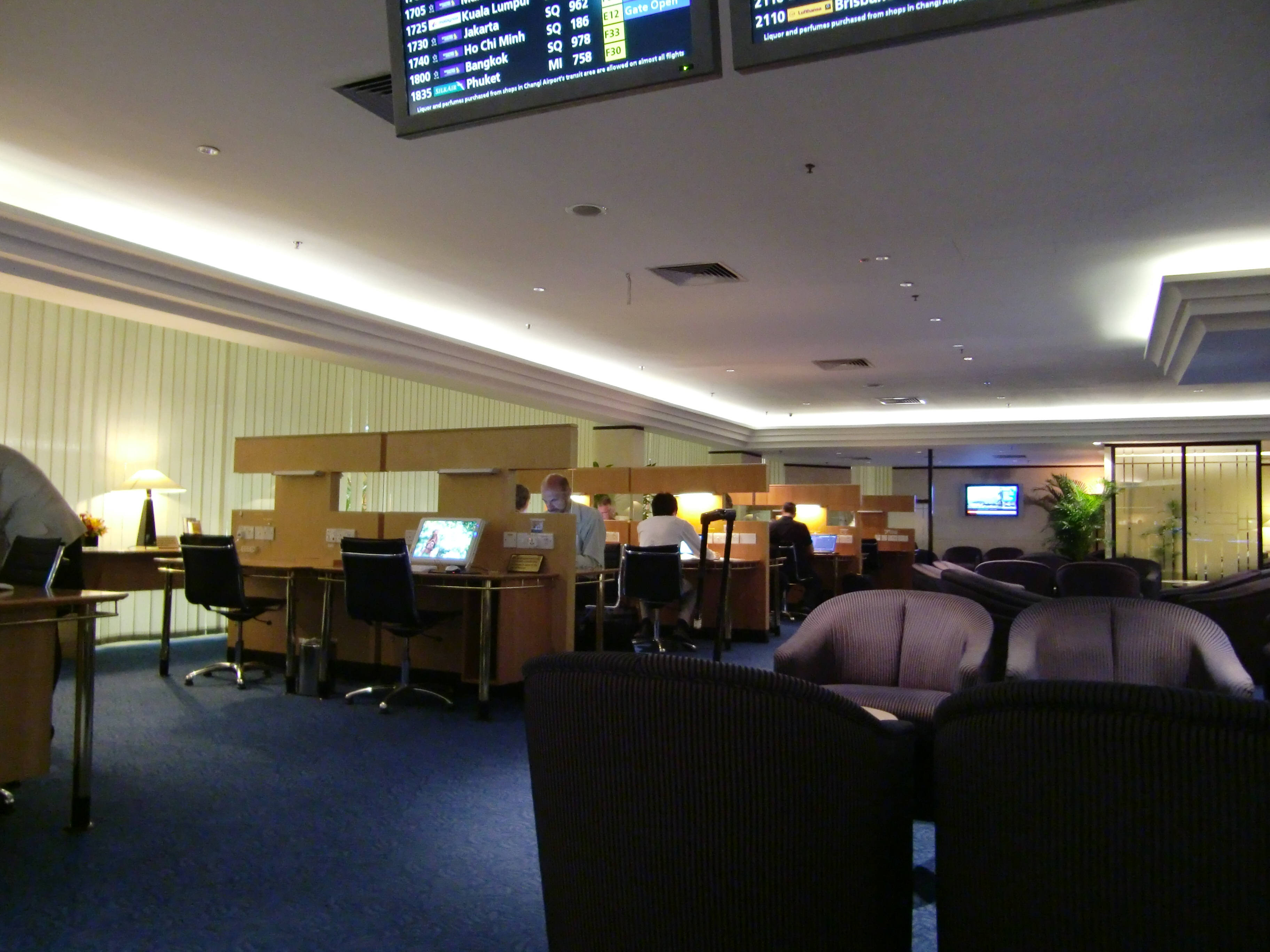
航空会社が運営するラウンジ シンガポール航空のビジネスクラスラウンジ（チャンギ国際空港）
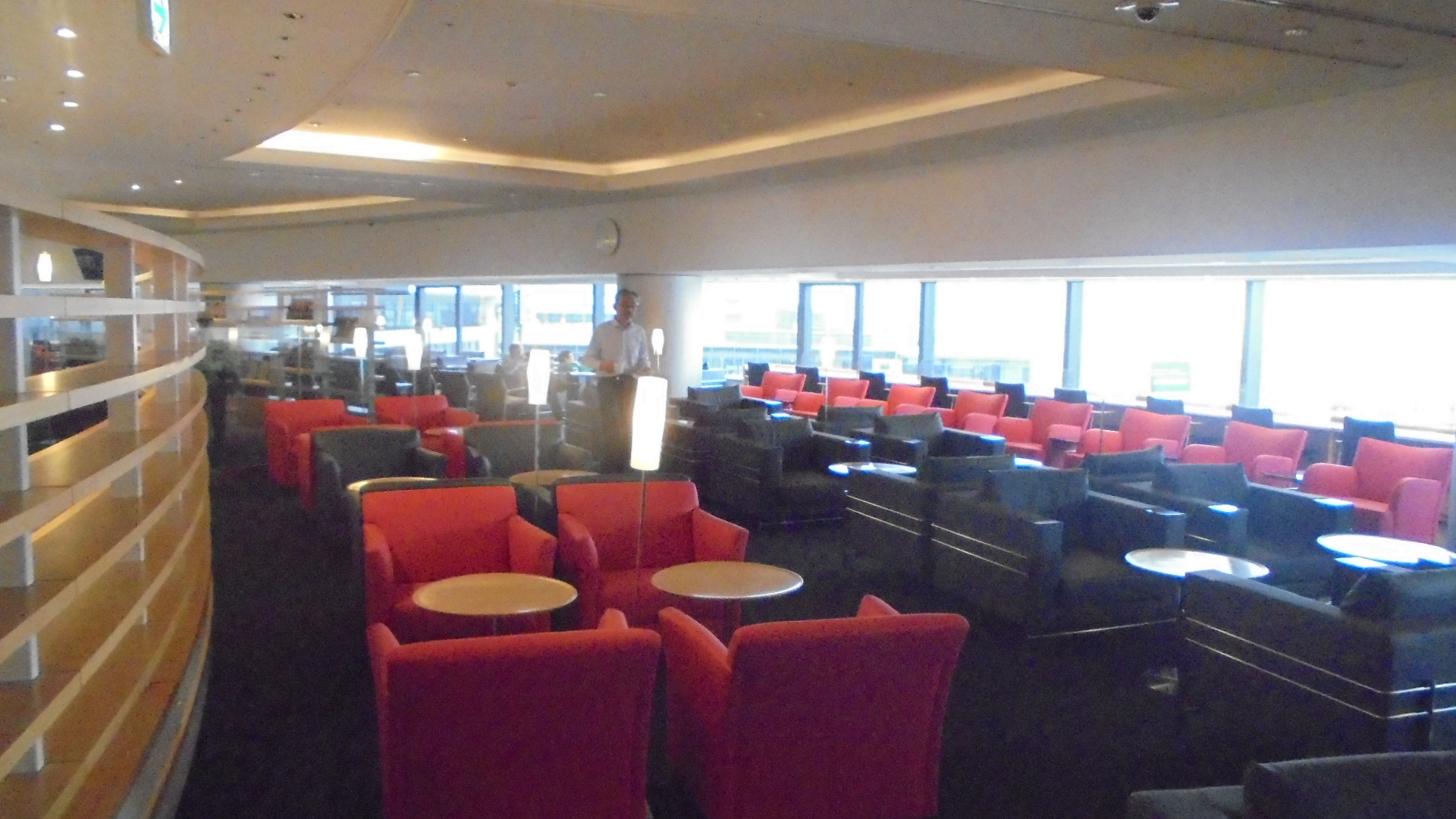
航空会社が運営するラウンジ 成田空港第１旅客ターミナルに設置されていたデルタ航空のラウンジDelta Sky Club。
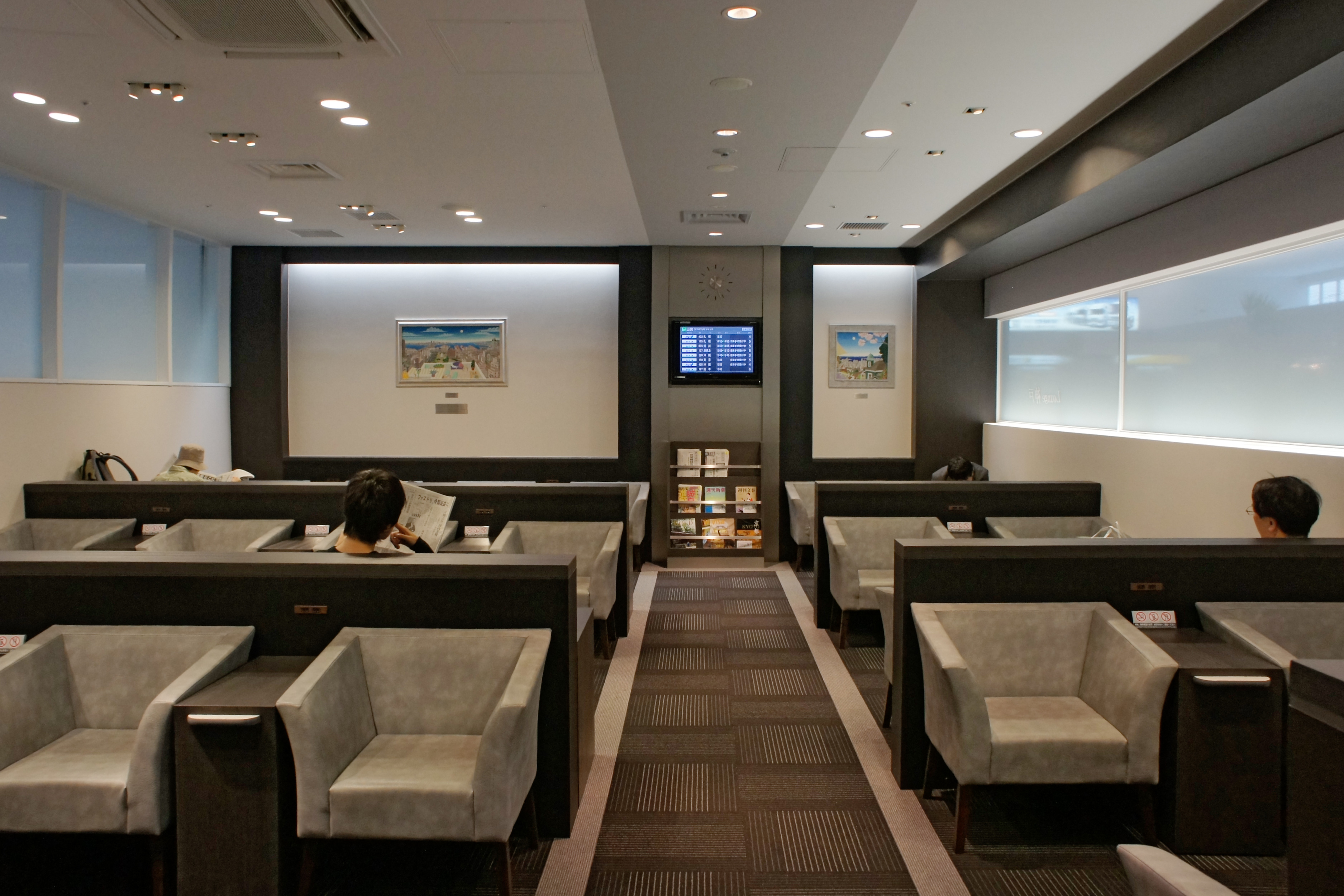
カード会社が共同運営するラウンジ 神戸空港の「ラウンジ神戸」
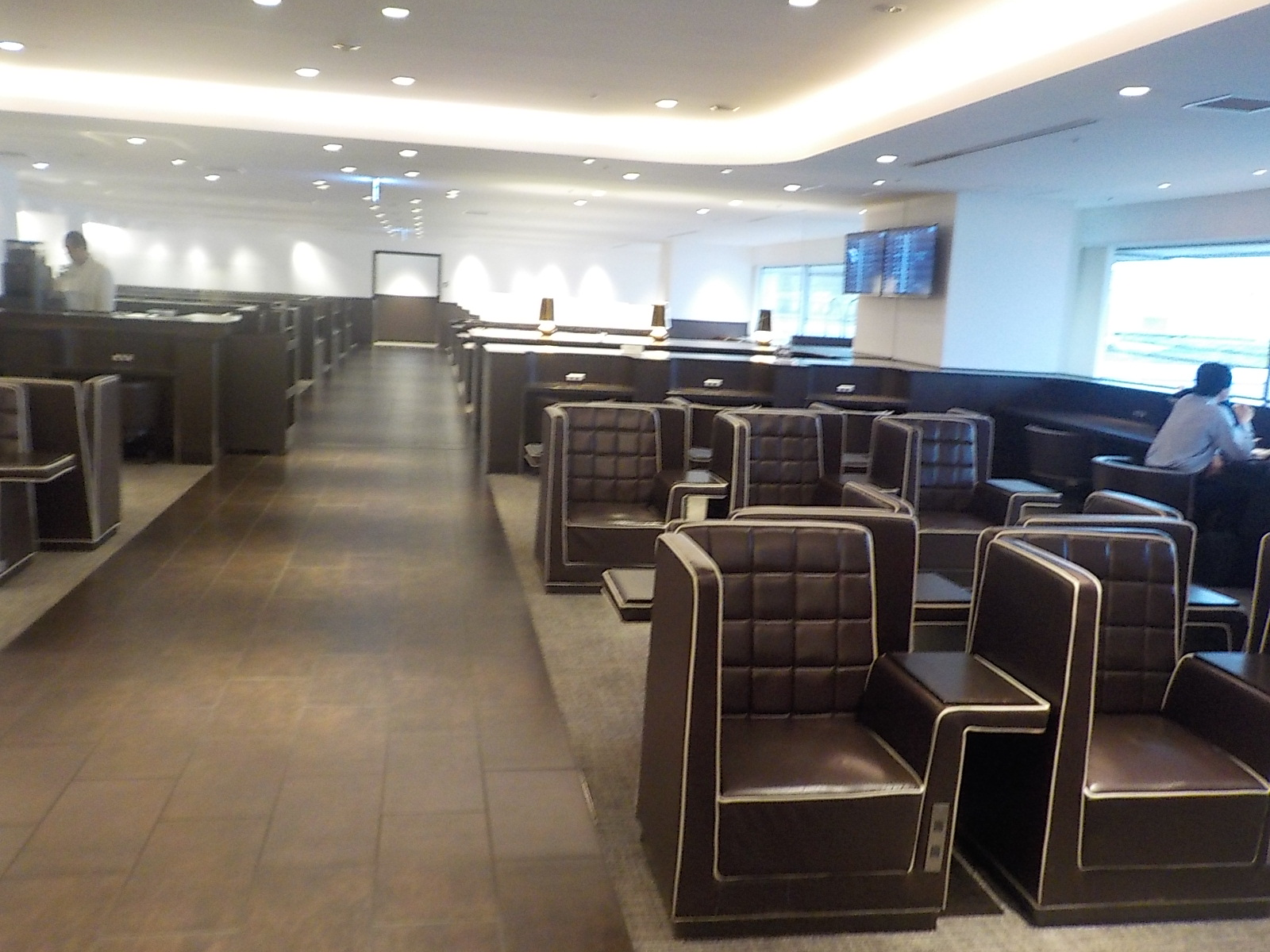
航空会社が運営するラウンジ。日本航空の羽田空港国内線のダイヤモンドプレミアラウンジ。同社が運営するサクララウンジよりも入室条件が厳しく、ファーストクラス利用者やJALプレミア会員の利用に限られる。
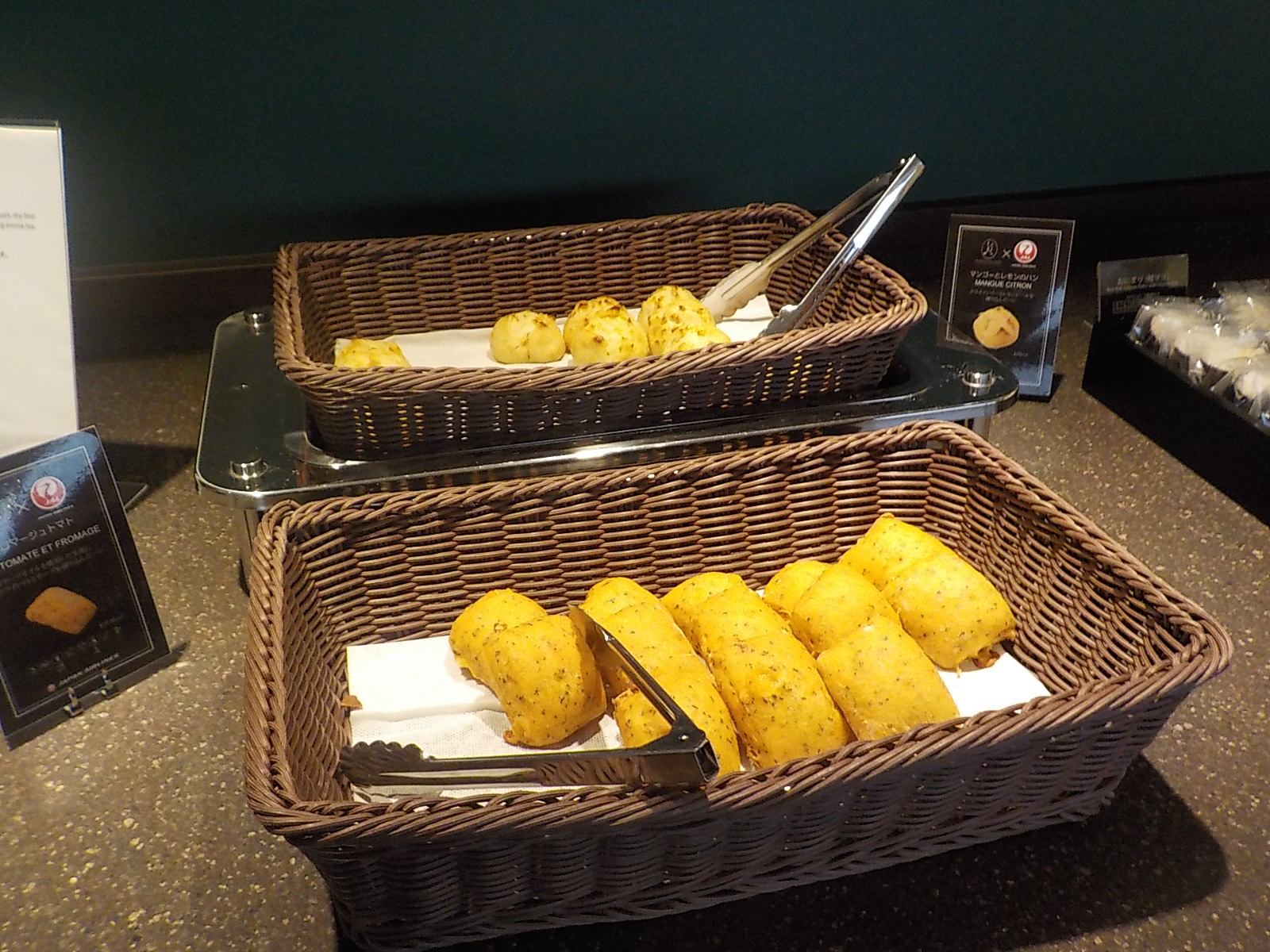
羽田空港のJALダイヤモンドプレミアラウンジで提供される軽食の例
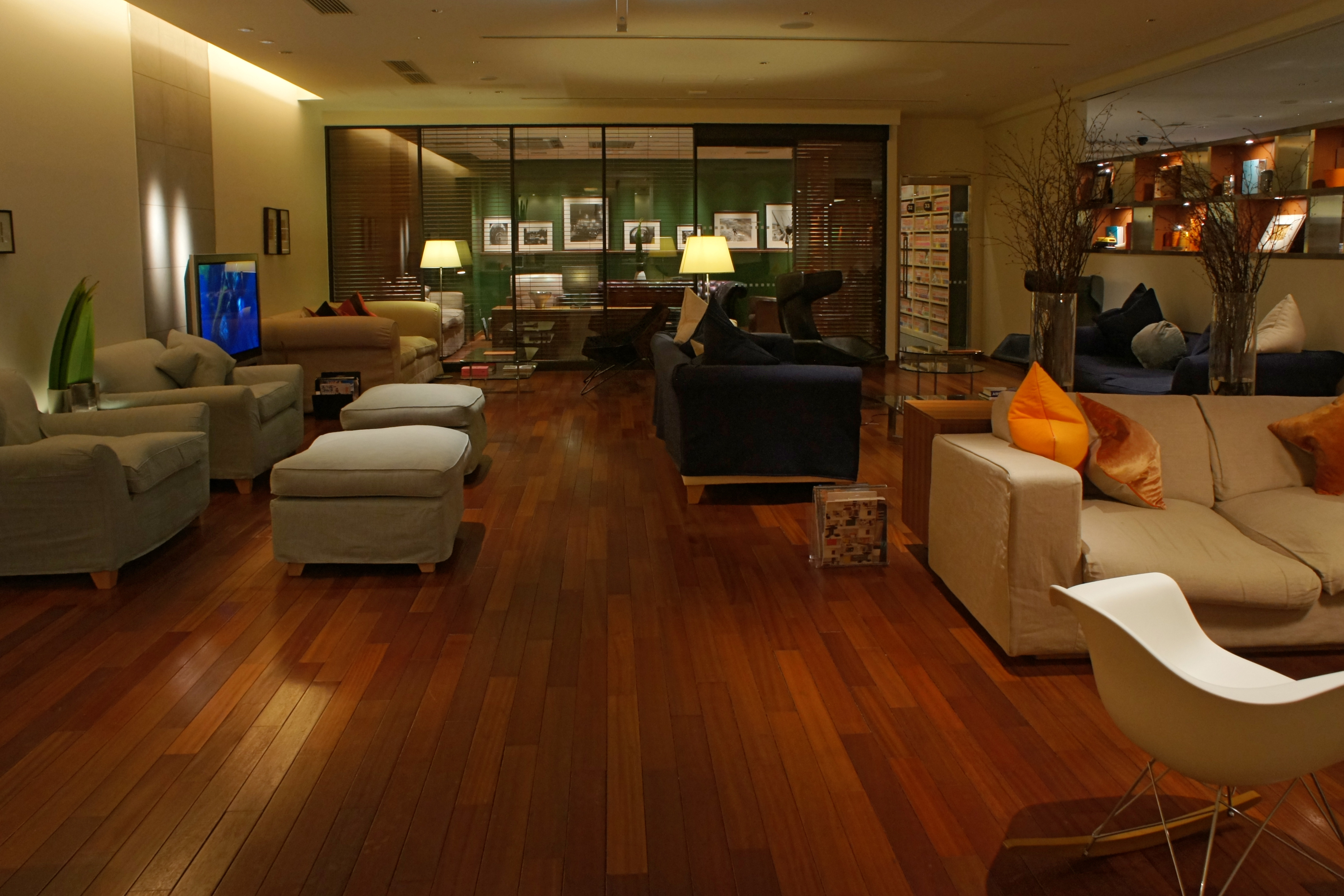
空港が運営するラウンジ 関西国際空港の「KANKU LOUNGE」
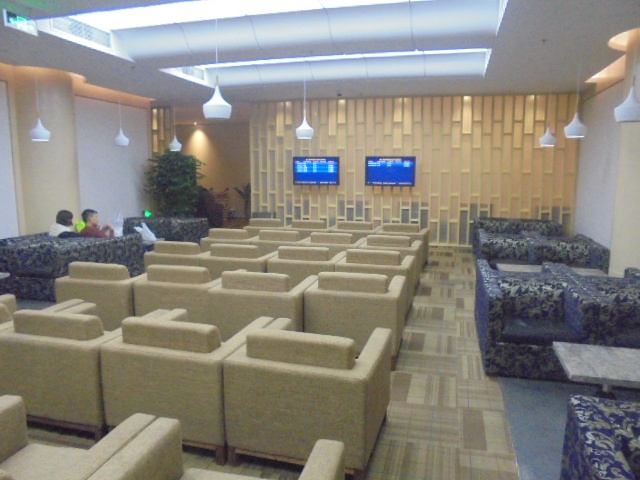
空港が運営するラウンジ 厦門高崎国際空港のラウンジ
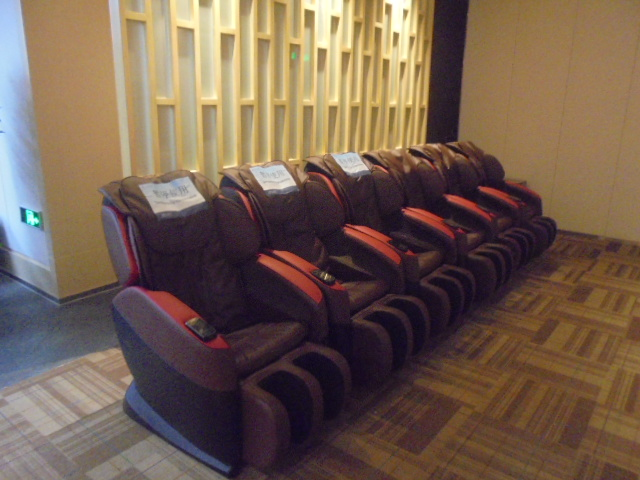
厦門高崎国際空港のラウンジ（奥部屋）

## 提供されるサービス
空港や航空会社、利用クラスにより異なる。小 - 中規模の地方空港など国内線利用が中心の空港ではサービスは簡素になる傾向がある。
- ソファや仕事机などの広い個人空間。

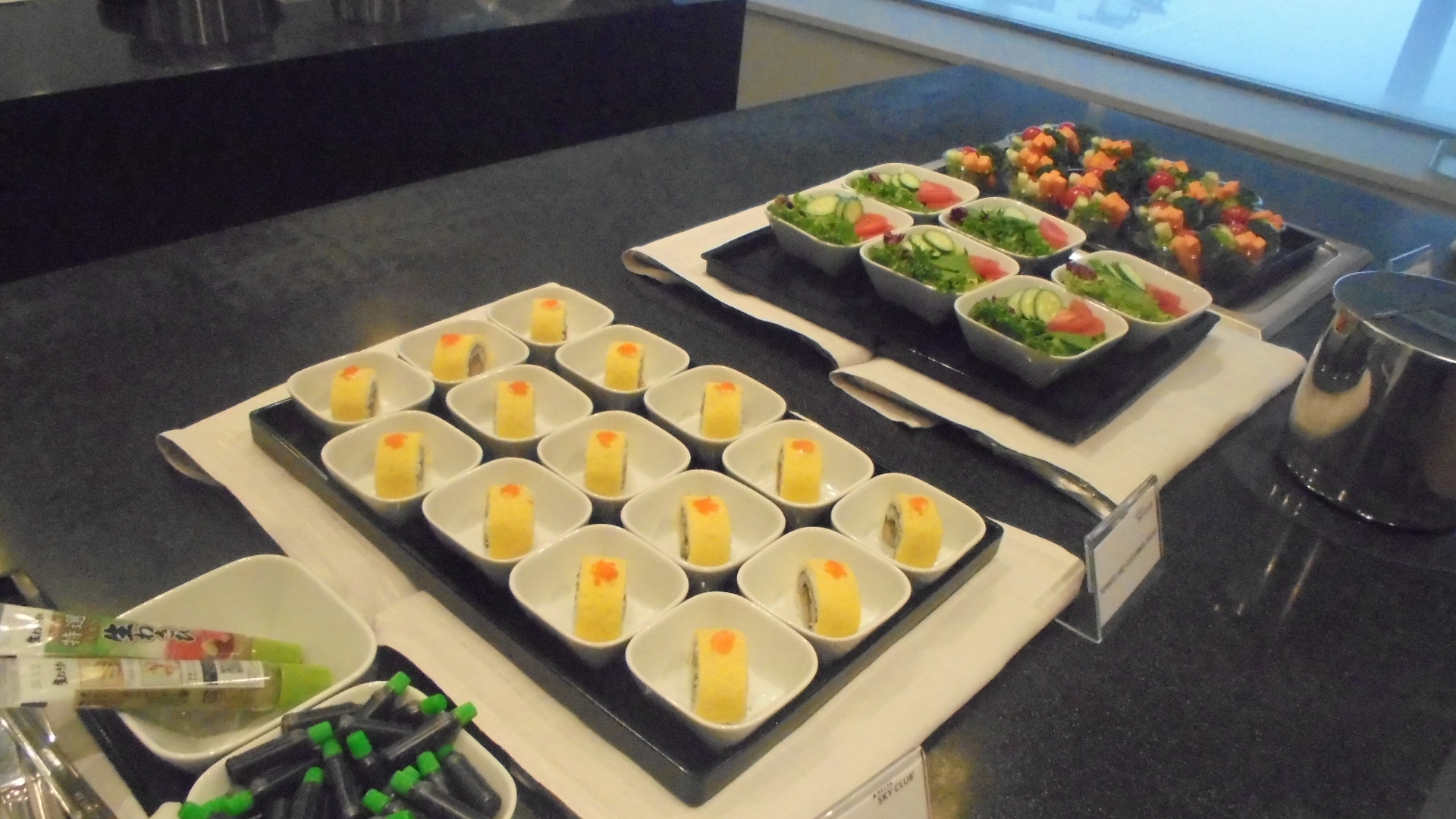
成田空港のDelta Sky Clubのラウンジで提供される軽食の例

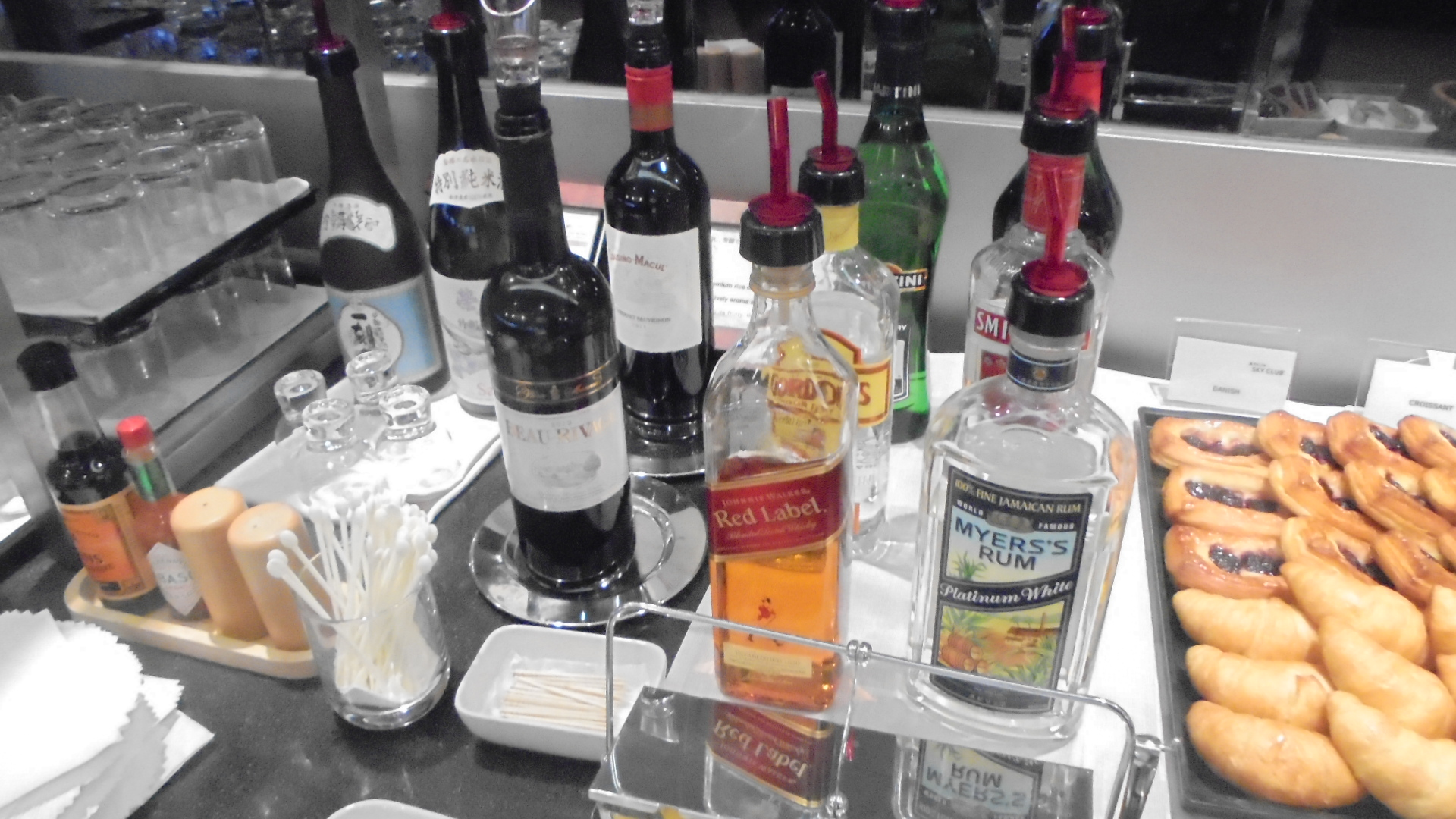
成田空港のDelta Sky Clubのラウンジで無償提供されるアルコール飲料の例

- 電話機やファクシミリ、公衆無線LAN（Wi-Fi）などの通信環境。
- 複写機やプリンターなどのビジネス機器の提供。
- 発着状況の案内。さらに航空会社ラウンジでは、予約変更や座席アップグレードなど、搭乗口カウンターと同様に手続きを行うこともできる。
- テレビや新聞・雑誌・機内誌などの読み物。海外の大手ラウンジでは新聞や機内誌の持ち帰りが可能なこともある。
- ソフトドリンクや茶菓、アルコール類や軽食も無料または少額で提供される[1]。特に最近は航空連合の規程もあり、ビジネスクラス以上が利用できるラウンジでも、軽食が利用できるように整備されつつある。
- 国内外の大空港では、さらにシャワーや仮眠室、マッサージなども無料または少額で提供される。なお、到着時にも提供される場合もある。
- スパ・ヘアサロン・サウナ・ジャグジーなどの無料または少額提供。
- 旅客機までの電動カートでの送迎。
- ファーストクラス客には専用ラウンジや正式な食事が提供されることもある。
  - キャセイパシフィック航空が提供する香港国際空港の『ザ・ウイング』ではレストラン「ザ・ヘヴン」での食事が無償で提供される。
  - フランクフルト空港にはルフトハンザ航空の欧州外行きファーストクラス専用のターミナルが存在し、車の駐車から搭乗まで専任のコンシェルジュが手続を代行する。飲食及びスパなどのサービスも原則無料で提供される。なお、搭乗は部屋に横付けされたリムジンで直接航空機の下に移動する。
  - ブリティッシュ・エアウェイズはコンコルドの搭乗客専用ラウンジ『コンコルド・ルーム』を就航先の空港で運営していた。